# Ruby Huisman
Ruby Huisman (Baarn, 27 augustus 1998) is een Nederlandse BMX'er en baanwielrenster.

## Loopbaan
Huisman begon met de BMX-sport bij vereniging The Wheely's in Baarn in 2003. Hierbij werd ze zes keer Nederlands kampioen en eenmaal Europees kampioen.
In 2008 werd zij wereldkampioen in China en in 2014 tweede op het wereldkampioenschap in Ahoy Rotterdam.
In 2016 werd Huisman wereldkampioen bij de junioren in Colombia. Huisman reed in 2013 voor het Bike-Trends BMX-team, in 2015 voor Yess BMX. Sinds 2015 is zij lid bij de Weirijders in Tiel en rijdt zij voor het eerst Junior Women, waarbij ze te maken krijgt met supercross. Eind 2015 is zij gaan rijden voor het Dutch national talent team.
Huisman wilde graag naar de Olympische Zomerspelen in Tokio die in 2021 plaatsvonden. In de voorbereiding leek ze de beste kans te hebben om het derde, nog beschikbare ticket te bemachtigen, maar dankzij iets mindere resultaten tijdens een wereldbekerwedstrijd werd ze niet geselecteerd.
In oktober 2021 stapte Huisman over naar het baanwielrennen.
| Jaar | # Discipline           |
| ---- | ---------------------- |
| 2021 | ploegensprint          |
| 2022 | ploegensprint · sprint |
| 2023 | keirin · tijdrit 500m  |